# Campioni nazionali nei 100 metri piani
Questa pagina riporta una lista dei campioni nazionali nei 100 metri piani dei vari paesi.

## Argentina
- 1970: Pedro Bassart
- 1971: Pedro Bassart
- 1972: Pedro Bassart
- 1973: Gustavo Dubarbier
- 1974: Pedro Bassart
- 1975: Gustavo Dubarbier
- 1976: Carlos Martínez
- 1977: Gustavo Dubarbier
- 1978: Gustavo Dubarbier
- 1979: Gustavo Dubarbier

- 1980: Gustavo Dubarbier
- 1981: Nicolás Duncan Glass
- 1982: Hugo Alzamora
- 1983: Oscar Barrionuevo
- 1984: Oscar Barrionuevo
- 1985: Oscar Barrionuevo
- 1986: Gerardo Meinardi
- 1987: Gabriel Somma
- 1988: Claudio Arcas
- 1989: Alejandro Terzián

- 1990: Alejandro Terzián
- 1991: Claudio Molocznik
- 1992: Guillermo Cacián
- 1993: Carlos Gats
- 1994: Carlos Gats
- 1995: Gabriel Simón
- 1996: Carlos Gats
- 1997: Carlos Gats
- 1998: Gabriel Simón
- 1999: Gabriel Simón

- 2000: Gabriel Simón
- 2001: Gabriel Simón
- 2002: Gabriel Simón
- 2003: Matías Usandivaras
- 2004: Matías Usandivaras
- 2005: Iván Altamirano
- 2006: Iván Altamirano

## Australia
- 1970: Eric Bigby
- 1971: Eric Bigby
- 1972: Laurie D'Arcy (NZL)
- 1973: David Stokes
- 1974: Graham Haskell
- 1975: Graham Haskell
- 1976: Greg Lewis
- 1977: Paul Narracott
- 1978: Paul Narracott
- 1979: Paul Narracott

- 1980: Richard James
- 1981: Peter Gandy
- 1982: Paul Narracott
- 1983: Paul Narracott
- 1984: Paul Narracott
- 1985: Fred Martin
- 1986: Gerard Keating
- 1987: Shane Naylor
- 1988: Shane Naylor
- 1989: David Dworjanyn

- 1990: Tim Jackson
- 1991: Dean Capobianco
- 1992: Shane Naylor
- 1993: Dean Capobianco
- 1994: Damien Marsh
- 1995: Shane Naylor
- 1996: Damien Marsh
- 1997: Steve Brimacombe
- 1998: Matt Shirvington
- 1999: Matt Shirvington

- 2000: Matt Shirvington
- 2001: Matt Shirvington
- 2002: Matt Shirvington
- 2003: Patrick Johnson
- 2004: Joshua Ross
- 2005: Joshua Ross
- 2006: Joshua Ross
- 2007: Joshua Ross
- 2008: Otis Gowa
- 2009: Joshua Ross

- 2010: Aaron Rouge-Serret

## Bielorussia
- 1992: Sergey Kornelyuk
- 1993: Leonid Safronnikov
- 1994: Aleksandr Shlychkov (UKR)
- 1995: Sergey Kornelyuk
- 1996: Sergey Kornelyuk
- 1997: Sergey Kornelyuk
- 1998: Leonid Safronnikov
- 1999: Aleksandr Slyunkov

- 2000: Yuriy Rydeyskiy
- 2001: Aleksandr Slyunkov
- 2002: Vyacheslav Aliyey
- 2003: Yuriy Bagatka
- 2004: Dmitriy Golub
- 2005: Maksim Pisunov
- 2006: Maksim Pisunov
- 2007: ?
- 2008: ?
- 2009: Ivan Dymar

- 2010: Aliaksandr Linnik

## Belgio
- 1970: Paul Poels
- 1971: Jean-Pierre Borlée
- 1972: Mario Demarchi
- 1973: Guy Stas
- 1974: Lambert Micha
- 1975: Fons Brydenbach
- 1976: Frank Verhelst
- 1977: Lambert Micha
- 1978: Ronald Desruelles
- 1979: Ronald Desruelles

- 1980: Frank Verhelst
- 1981: Jacques Borlée
- 1982: Ronald Desruelles
- 1983: Jacques Borlée
- 1984: Ronald Desruelles
- 1985: Ronald Desruelles
- 1986: Ronald Desruelles
- 1987: Ronald Desruelles
- 1988: Patrick Stevens
- 1989: Patrick Stevens

- 1990: Patrick Stevens
- 1991: Patrick Stevens
- 1992: Patrick Stevens
- 1993: Patrick Stevens
- 1994: Patrick Stevens
- 1995: Patrick Stevens
- 1996: Erik Wijmeersch
- 1997: Patrick Stevens
- 1998: Erik Wijmeersch
- 1999: Patrick Stevens

- 2000: Patrick Stevens
- 2001: Nathan Bongelo Bongelemba
- 2002: Erik Wijmeersch
- 2003: Xavier De Baerdemaker
- 2004: Patrick Stevens
- 2005: Anthony Ferro
- 2006: Anthony Ferro
- 2007: Kristof Beyens
- 2008: Erik Wijmeersch
- 2009: Jean Marie Louis

- 2010: Wout Verhoeven
- 2011: Wout Verhoeven

## Brasile
- 1991: Robson da Silva
- 1992: Robson da Silva
- 1993: Robson da Silva
- 1994: Sidney Telles de Souza
- 1995: Robson da Silva
- 1996: Arnaldo Silva
- 1997: André da Silva
- 1998: Claudinei da Silva
- 1999: Claudinei da Silva

- 2000: Vicente de Lima
- 2001: Claudinei da Silva e Raphael de Oliveira
- 2002: Vicente de Lima
- 2003: Édson Ribeiro
- 2004: Vicente de Lima
- 2005: Vicente de Lima

## Danimarca
- 1970: Søren Viggo Pedersen
- 1971: Søren Viggo Pedersen
- 1972: Søren Viggo Pedersen
- 1973: Søren Viggo Pedersen
- 1974: Søren Viggo Pedersen
- 1975: Jens Hansen
- 1976: Ole Lysholt
- 1977: Jens Hansen
- 1978: Ole Lysholt
- 1979: Jens Smedegård

- 1980: Jens Smedegård
- 1981: Jens Smedegård
- 1982: Carl Emil Falbe Hansen
- 1983: Peter Regli
- 1984: Lars Pedersen
- 1985: Lars Pedersen
- 1986: Morten Kjems
- 1987: Peter Regli
- 1988: Lars Pedersen
- 1989: Lars Pedersen

- 1990: Lars Pedersen
- 1991: Lars Pedersen
- 1992: Lars Pedersen
- 1993: Claus Hirsbro
- 1994: Lars Pedersen
- 1995: Christian Trajkovski
- 1996: Claus Hirsbro
- 1997: Benjamin Hecht
- 1998: Benjamin Hecht
- 1999: Christian Trajkovski

- 2000: Christian Trajkovski
- 2001: Morten Jensen
- 2002: Morten Jensen
- 2003: Morten Jensen
- 2004: Morten Jensen
- 2005: Morten Jensen
- 2006: Morten Jensen
- 2007: Morten Jensen
- 2008: ?
- 2009: ?

## Estonia
- 1970: Avo Oja
- 1971: Kalju Jurkatamm
- 1972: Jüri Liigand
- 1973: Paul Nagel
- 1974: Andres Luka
- 1975: Gennadi Organov
- 1976: Gennadi Organov
- 1977: Gennadi Organov
- 1978: Gennadi Organov
- 1979: Jevgeni Jessin

- 1980: Jevgeni Jessin
- 1981: Mihhail Urjadnikov
- 1982: Mihhail Urjadnikov
- 1983: Mihhail Urjadnikov
- 1984: Mihhail Urjadnikov
- 1985: Andrus Möll
- 1986: Andrus Möll
- 1987: Andrus Möll
- 1988: Enn Lilienthal
- 1989: Enn Lilienthal

- 1990: Andrei Morozov
- 1991: Andrei Morozov
- 1992: Andrei Morozov
- 1993: Andrei Morozov
- 1994: Andrei Morozov
- 1995: Andrei Morozov
- 1996: Rainis Jaansoo
- 1997: Rainis Jaansoo
- 1998: Tanel Soosaar
- 1999: Erki Nool

- 2000: Maidu Laht
- 2001: Garol Pärn
- 2002: Argo Golberg
- 2003: Argo Golberg
- 2004: Allar Aasma
- 2005: Henri Sool
- 2006: Marek Niit
- 2007: Henri Sool
- 2008: Marek Niit
- 2009: Richard Pulst

- 2010: Richard Pulst

## Finlandia
- 1970: Raimo Vilén
- 1971: Raimo Vilén
- 1972: Raimo Vilén
- 1973: Antti Rajamäki
- 1974: Antti Rajamäki
- 1975: Antti Rajamäki
- 1976: Raimo Räty
- 1977: Antti Rajamäki
- 1978: Antti Rajamäki
- 1979: Ossi Karttunen

- 1980: Esko Elsilä
- 1981: Tapani Turunen
- 1982: Jukka Sihvonen
- 1983: Kimmo Saaristo
- 1984: Kimmo Saaristo
- 1985: Kimmo Saaristo
- 1986: Kimmo Saaristo
- 1987: Ari Salonen
- 1988: Jarkko Toivonen
- 1989: Kari Niemi

- 1990: Turo Meriläinen
- 1991: Sami Länsivuori
- 1992: Sami Länsivuori
- 1993: Janne Haapasalo
- 1994: Ari Pakarinen
- 1995: Harri Kivelä
- 1996: Ari Pakarinen
- 1997: Harri Kivelä
- 1998: Janne Haapasalo
- 1999: Kim Lesch

- 2000: Tuomas Näsi
- 2001: Kari Louramo
- 2002: Markus Pöyhönen
- 2003: Markus Pöyhönen
- 2004: Stefan Koivikko
- 2005: Markus Pöyhönen
- 2006: Visa Hongisto
- 2007: Nghi Tran
- 2008: Joni Rautanen
- 2009: Jarkko Ruostekivi

## Francia
- 1970: Alain Sarteur
- 1971: Jean-Pierre Grès
- 1972: Alain Sarteur
- 1973: Gilles Echevin
- 1974: Steve Williams (USA)
- 1975: Gilles Echevin
- 1976: Dominique Chauvelot
- 1977: Lucien Sainte-Rose
- 1978: Hermann Panzo
- 1979: Philippe Lejoncour

- 1980: Hermann Panzo
- 1981: Antoine Richard
- 1982: Antoine Richard
- 1983: Antoine Richard
- 1984: Bruno Marie-Rose
- 1985: Antoine Richard
- 1986: Antoine Richard
- 1987: Max Morinière
- 1988: Max Morinière
- 1989: Bruno Marie-Rose

- 1990: Daniel Sangouma
- 1991: Daniel Sangouma
- 1992: Jean-Charles Trouabal
- 1993: Jean-Charles Trouabal
- 1994: Jean-Charles Trouabal
- 1995: Olivier Théophile
- 1996: Ibrahim Meité (CIV)
- 1997: Stéphane Cali
- 1998: Stéphane Cali
- 1999: Aimé-Issa Nthépé

- 2000: David Patros
- 2001: Frédéric Krantz
- 2002: Idrissa Sanou (BFA)
- 2003: Aimé-Issa Nthépé
- 2004: Aimé-Issa Nthépé
- 2005: Luéyi Dovy
- 2006: Ronald Pognon
- 2007: Luéyi Dovy
- 2008: Martial Mbandjock
- 2009: Ronald Pognon

- 2010: Christophe Lemaitre
- 2011: Christophe Lemaitre

## Germania

### Germania Est
- 1970: Siegfried Schenke
- 1971: Siegfried Schenke
- 1972: Bernd Borth
- 1973: Hans-Jürgen Bombach
- 1974: Manfred Kokot
- 1975: Klaus-Dieter Kurrat
- 1976: Klaus-Dieter Kurrat
- 1977: Eugen Ray
- 1978: Eugen Ray
- 1979: Olaf Prenzler
- 1980: Eugen Ray

- 1981: Frank Emmelmann
- 1982: Frank Emmelmann
- 1983: Thomas Schröder
- 1984: Thomas Schröder
- 1985: Frank Emmelmann
- 1986: Thomas Schröder
- 1987: Steffen Bringmann
- 1988: Sven Matthes
- 1989: Steffen Bringmann
- 1990: Steffen Görmer

### Germania Ovest
- 1970: Günther Nickel
- 1971: Karl-Heinz Klotz
- 1972: Manfred Ommer
- 1973: Jobst Hirscht
- 1974: Manfred Ommer
- 1975: Klaus Ehl
- 1976: Dieter Steinmann
- 1977: Bernd Sattler
- 1978: Werner Zaske
- 1979: Fritz Heer
- 1980: Christian Haas

- 1981: Christian Haas
- 1982: Christian Haas
- 1983: Christian Haas
- 1984: Ralf Lübke
- 1985: Christian Haas
- 1986: Christian Haas
- 1987: Christian Haas
- 1988: Andreas Maul
- 1989: Wolfgang Haupt
- 1990: Peter Klein

### Germania unificata
- 1991: Steffen Bringmann
- 1992: Steffen Bringmann
- 1993: Marc Blume
- 1994: Marc Blume
- 1995: Marc Blume
- 1996: Marc Blume
- 1997: Marc Blume
- 1998: Marc Blume
- 1999: Holger Blume
- 2000: Holger Blume

- 2001: Tim Goebel
- 2002: Marc Blume
- 2003: Alexander Kosenkow
- 2004: Ronny Ostwald
- 2005: Tobias Unger
- 2006: Ronny Ostwald
- 2007: Alexander Kosenkow
- 2008: Tobias Unger
- 2009: Tobias Unger
- 2010: Alexander Kosenkow

## Regno Unito
- 1970: Brian Green
- 1971: Brian Green
- 1972: Brian Green
- 1973: Don Halliday
- 1974: Don Halliday
- 1975: Ainsley Bennett
- 1976: Allan Wells
- 1977: Tim Bonsor
- 1978: Allan Wells
- 1979: Mike McFarlane

- 1980: Allan Wells
- 1981: Drew McMaster
- 1982: Cameron Sharp
- 1983: Allan Wells
- 1984: Donovan Reid
- 1985: Linford Christie
- 1986: Linford Christie
- 1987: John Regis
- 1988: Linford Christie
- 1989: Linford Christie

- 1990: Linford Christie
- 1991: Linford Christie
- 1992: Linford Christie
- 1993: Linford Christie
- 1994: Linford Christie
- 1995: Darren Braithwaite
- 1996: Linford Christie
- 1997: Jason Gardener
- 1998: Darren Campbell
- 1999: Jason Gardener

- 2000: Dwain Chambers
- 2001: Dwain Chambers
- 2002: Mark Lewis-Francis
- 2003: Darren Campbell
- 2004: Jason Gardener
- 2005: Jason Gardener
- 2006: Marlon Devonish
- 2007: Marlon Devonish
- 2008: Dwain Chambers
- 2009: Simeon Williamson

- 2010: Dwain Chambers
- 2011: Dwain Chambers

## India
- 1988: Canute Meghalaes
- 1989: Anand Shetty
- 1990: Selvaraj Roberts
- 1991: Selvaraj Roberts
- 1992: Selvaraj Roberts

- 1993: M.S. Sridharan
- 1994: Salaam Gariba
- 1995: ?
- 1996: Amit Khanna
- 1997: ?

- 1998: Amit Khanna
- 1999: Anil Kumar
- 2000: Sachin Navale
- 2001: Anil Kumar
- 2002: Sanjay Ghosh

- 2003: Vilas Nilgund
- 2004: Piyush Kumar
- 2005: Anil Kumar

## Giamaica
- 1983: Everald Samuels
- 1984: Ray Stewart
- 1985: ?
- 1986: Ray Stewart
- 1987: Ray Stewart
- 1988: Ray Stewart
- 1989: Ray Stewart

- 1990: John Mair
- 1991: Ray Stewart
- 1992: Ray Stewart
- 1993: Michael Green
- 1994: Michael Green
- 1995: Michael Green
- 1996: Michael Green
- 1997: Percival Spencer
- 1998: Garth Robinson
- 1999: Patrick Jarret

- 2000: Christopher Williams
- 2001: Lindel Frater
- 2002: Dwight Thomas
- 2003: Asafa Powell
- 2004: Asafa Powell
- 2005: Asafa Powell
- 2006: Michael Frater
- 2007: Asafa Powell
- 2008: Usain Bolt
- 2009: Usain Bolt

- 2010: Oshane Bailey
- 2011: Asafa Powell

## Giappone
- 1970: Masahide Jinno
- 1971: Masahide Jinno
- 1972: Takao Ishizawa
- 1973: Masahide Jinno
- 1974: Masahide Jinno
- 1975: Masahide Jinno
- 1976: Hiromichi Tazaki
- 1977: Toshio Toyota
- 1978: Akira Harada
- 1979: Toshio Toyota

- 1980: Yasuhiro Harada
- 1981: Yoshihiro Shimizu
- 1982: Yoshihiro Shimizu
- 1983: Hirofumi Miyazaki
- 1984: Kaoru Matsubara
- 1985: Hirofumi Miyazaki
- 1986: Hirofumi Miyazaki
- 1987: Kaoru Matsubara
- 1988: Takahiro Kasahara
- 1989: Shinji Aoto

- 1990: Robson da Silva (BRA)
- 1991: Bruny Surin (CAN)
- 1992: Hisatsugu Suzuki
- 1993: Satoru Inoue
- 1994: Satoru Inoue
- 1995: Yoshitaka Ito
- 1996: Nobuharu Asahara
- 1997: Nobuharu Asahara
- 1998: Koji Ito
- 1999: Hiroyasu Tsuchie

- 2000: Nobuharu Asahara
- 2001: Nobuharu Asahara
- 2002: Nobuharu Asahara
- 2003: Shingo Suetsugu
- 2004: Shingo Suetsugu
- 2005: Shinya Saburi
- 2006: Naoki Tsukahara
- 2007: Naoki Tsukahara
- 2008: Naoki Tsukahara
- 2009: Masashi Eriguchi

## Lettonia
- 1991: Aleksejs Iljušinš
- 1992: Guntis Zâlîtis
- 1993: Guntis Zâlîtis
- 1994: Alberts Baturins
- 1995: Sergejs Inšakovs
- 1996: Sergejs Inšakovs
- 1997: Sergejs Inšakovs
- 1998: Ingûns Sviklinš
- 1999: Staņislavs Olijars
- 2000: Sergejs Inšakovs

- 2001: Sergejs Inšakovs
- 2002: Sergejs Inšakovs
- 2003: Sandis Sabâjevs
- 2004: Dmitrijs Hadakovs
- 2005: Sandis Sabâjevs
- 2006: Ronalds Arâjs
- 2007: ???
- 2008: Māris Grēniņš
- 2009: Ronalds Arājs
- 2010: Ronalds Arājs

## Lituania
- 1990: Eimantas Skrabulis
- 1991: Vilmantas Pipiras
- 1992: Kastytis Klimas
- 1993: Kastytis Klimas
- 1994: Vilmantas Pipiras
- 1995: Saulius Urbutis
- 1996: Donatas Jakševicius
- 1997: Donatas Jakševicius
- 1998: Donatas Jakševicius
- 1999: Stanislav Michno

- 2000: Ilja Andriusenko
- 2001: Sigitas Kavaliauskas
- 2002: Dainius Šerpytis
- 2003: Andrius Kacénas
- 2004: Andrius Kacénas
- 2005: Justas Buragas
- 2006: Rytis Sakalauskas
- 2007: Žilvinas Adomavičius
- 2008: Rytis Sakalauskas
- 2009: Rytis Sakalauskas

- 2010: Martas Skrabulis

## Paesi Bassi
- 1970: Ad de Jong
- 1971: Eddy Monsels (SUR)
- 1972: Bert de Jager
- 1973: Bert de Jager
- 1974: Bert de Jager
- 1975: Sammy Monsels (SUR)
- 1976: Bert de Jager
- 1977: Bert de Jager
- 1978: Raymond Heerenveen (ANT)
- 1979: Raymond Heerenveen (ANT)

- 1980: Ed Pireau
- 1981: Ed Pireau
- 1982: Mario Westbroek
- 1983: Sammy Monsels (SUR)
- 1984: Peter van der Heyden
- 1985: Peter van der Heyden
- 1986: Ahmed de Kom
- 1987: Ahmed de Kom
- 1988: Ahmed de Kom
- 1989: Emiel Mellaard

- 1990: Paul Franklin
- 1991: Paul Franklin
- 1992: Frank Perri
- 1993: Frank Perri
- 1994: Regilio van der Vloot
- 1995: Regilio van der Vloot
- 1996: Patrick van Balkom
- 1997: Patrick van Balkom
- 1998: Patrick van Balkom
- 1999: Nathanael Esprit (ANT)

- 2000: Martin Ungerer
- 2001: Troy Douglas
- 2002: Troy Douglas
- 2003: Timothy Beck
- 2004: Troy Douglas
- 2005: Guus Hoogmoed
- 2006: Caimin Douglas (ANT)
- 2007: Guus Hoogmoed
- 2008: Patrick van Luijk
- 2009: Patrick van Luijk

- 2010: Caimin Douglas (ANT)
- 2011: Churandy Martina

## Nuova Zelanda
- 1970: Laurie D'Arcy
- 1971: Bevan Smith
- 1972: Laurie D'Arcy
- 1973: Steve Erkkila
- 1974: Bevan Smith
- 1975: Steve Erkkila
- 1976: Ross Pownall
- 1977: Steve Erkkila
- 1978: Graeme French
- 1979: Shane Downey

- 1980: Peter Hunt
- 1981: Shane Downey
- 1982: Gary Henley-Smith
- 1983: Gary Henley-Smith
- 1984: Joe Leota
- 1985: Rhys Dacre
- 1986: Dale McClunie
- 1987: Shane Downey
- 1988: Simon Poelman
- 1989: Murray Gutry

- 1990: Mark Woods
- 1991: Augustine Nketia (GHA)
- 1992: Augustine Nketia
- 1993: Augustine Nketia
- 1994: Augustine Nketia
- 1995: Mark Keddell
- 1996: Augustine Nketia
- 1997: Chris Donaldson
- 1998: Matthew Coad
- 1999: Chris Donaldson

- 2000: Chris Donaldson
- 2001: Matthew Coad
- 2002: James Dolphin
- 2003: Donald MacDonald
- 2004: Donald MacDonald
- 2005: James Dolphin
- 2006: James Dolphin
- 2007: James Dolphin e Chris Donaldson
- 2008: Chris Donaldson

## Norvegia
- 1970: Richard Simonsen
- 1971: Ole Egil Reitan
- 1972: Audun Garshol
- 1973: Audun Garshol
- 1974: Audun Garshol
- 1975: Audun Garshol
- 1976: Audun Garshol
- 1977: Øyvind Røst
- 1978: Knut M. Stokke
- 1979: Knut M. Stokke

- 1980: Kåre Magne Åmot
- 1981: Kåre Magne Åmot
- 1982: Tore Bergan
- 1983: Tore Bergan
- 1984: Tore Bergan
- 1985: Einar Sagli
- 1986: Einar Sagli
- 1987: Aham Okeke
- 1988: Einar Sagli
- 1989: Geir Moen

- 1990: Aham Okeke
- 1991: Aham Okeke
- 1992: Geir Moen
- 1993: Geir Moen
- 1994: Geir Moen
- 1995: Geir Moen
- 1996: Geir Moen
- 1997: Geir Moen
- 1998: Geir Moen
- 1999: Geir Moen

- 2000: John Ertzgaard
- 2001: John Ertzgaard
- 2002: Geir Moen
- 2003: Aham Okeke
- 2004: Aham Okeke
- 2005: Martin Rypdal
- 2006: Martin Rypdal
- 2007: Jaysuma Saidy Ndure
- 2008: Jaysuma Saidy Ndure
- 2009: Christian Mogstad

## Polonia
- 1970: Zenon Nowosz
- 1971: Wiesław Maniak
- 1972: Hermes Ramírez (CUB)
- 1973: Zenon Nowosz
- 1974: Andrzej Świerczyński
- 1975: Andrzej Świerczyński
- 1976: Zenon Licznerski
- 1977: Zenon Licznerski
- 1978: Marian Woronin
- 1979: Marian Woronin

- 1980: Marian Woronin
- 1981: Marian Woronin
- 1982: Marian Woronin
- 1983: Marian Woronin
- 1984: Leszek Dunecki
- 1985: Marian Woronin
- 1986: Czesław Prądzyński
- 1987: Czesław Prądzyński
- 1988: Marian Woronin
- 1989: Jacek Marlicki

- 1990: Jacek Marlicki
- 1991: Jarosław Kaniecki
- 1992: Marek Zalewski
- 1993: Marek Zalewski
- 1994: Marek Zalewski
- 1995: Marek Zalewski
- 1996: Ryszard Pilarczyk
- 1997: Ryszard Pilarczyk
- 1998: Marcin Krzywański
- 1999: Piotr Balcerzak

- 2000: Marcin Nowak
- 2001: Marcin Krzywański
- 2002: Marcin Urbaś
- 2003: Marcin Jędrusiński
- 2004: Łukasz Chyła
- 2005: Michał Bielczyk
- 2006: Dariusz Kuć
- 2007: Marcin Jędrusiński
- 2008: Dariusz Kuć
- 2009: Dariusz Kuć

- 2010: Robert Kubaczyk

## Portogallo
- 1970: Paulo Pereira
- 1971: António Fonseca e Silva
- 1972: João Jorge
- 1973: António Manso
- 1974: António Cachola
- 1975: António Cachola
- 1976: Vítor Mano
- 1977: Vítor Mano
- 1978: Vítor Mano
- 1979: Vítor Mano

- 1980: Daniel Monteiro
- 1981: Daniel Monteiro
- 1982: António Cachola
- 1983: Luís Barroso
- 1984: Luís Barroso
- 1985: Luís Barroso
- 1986: Arnaldo Abrantes
- 1987: Luís Barroso
- 1988: Pedro Agostinho
- 1989: Paulo Curvelo

- 1990: Pedro Agostinho
- 1991: Pedro Agostinho
- 1992: Luís Cunha
- 1993: Pedro Agostinho
- 1994: Luís Cunha
- 1995: Luís Cunha
- 1996: Carlos Calado
- 1997: Mário Barbosa
- 1998: Mário Barbosa
- 1999: Carlos Calado

- 2000: Ricardo Alves
- 2001: Ricardo Alves
- 2002: Hidberto Almeida
- 2003: Ricardo Alves
- 2004: Francis Obikwelu
- 2005: Francis Obikwelu
- 2006: Francis Obikwelu
- 2007: Arnaldo Abrantes
- 2008: João Ferreira
- 2009: Francis Obikwelu

- 2010: Francis Obikwelu
- 2011: Yazaldes Nascimento

## Russia
- 1992: Aleksandr Porkhomovskiy
- 1993: Aleksandr Porkhomovskiy
- 1994: Aleksandr Porkhomovskiy
- 1995: Andrey Grigoryev
- 1996: Andrey Fedoriv
- 1997: Andrey Fedoriv
- 1998: Aleksandr Porkhomovskiy
- 1999: Sergey Slukin

- 2000: Sergey Bychkov
- 2001: Sergey Bychkov
- 2002: Sergey Bychkov
- 2003: Aleksandr Smirnov
- 2004: Andrey Yepishin
- 2005: Andrey Yepishin
- 2006: Andrey Yepishin

## Spagna
- 1970: Juan Carlos Jones
- 1971: José Luis Sánchez Paraíso
- 1972: José Luis Sánchez Paraíso
- 1973: José Luis Sánchez Paraíso
- 1974: José Luis Sarriá
- 1975: José Carbonell
- 1976: Javier Martínez
- 1977: Ángel Ibáñez
- 1978: José Luis Sarriá
- 1979: José Luis Sánchez Paraíso

- 1980: Javier Martínez
- 1981: José Carbonell
- 1982: Javier Martínez
- 1983: Juan José Prado
- 1984: Javier Arques
- 1985: Javier Arques
- 1986: Javier Arques
- 1987: Javier Arques
- 1988: Javier Arques
- 1989: Javier Arques

- 1990: Enrique Talavera
- 1991: Enrique Talavera
- 1992: Sergio López
- 1993: Enrique Talavera
- 1994: Pedro Pablo Nolet
- 1995: Francisco Javier Navarro
- 1996: Venancio José
- 1997: Frutos Feo
- 1998: Frutos Feo
- 1999: Pedro Pablo Nolet

- 2000: Venancio José
- 2001: Diego Moisés Santos
- 2002: Orkatz Beitia
- 2003: Orkatz Beitia
- 2004: Iván Mocholí
- 2005: Orkatz Beitia
- 2006: Ángel David Rodríguez
- 2007: Ángel David Rodríguez
- 2008: Iván Mocholí
- 2009: Ángel David Rodríguez

- 2010: Ángel David Rodríguez
- 2011: Ángel David Rodríguez
- 2012: Ángel David Rodríguez

## Svezia
- 1970: Anders Faager
- 1971: Thorsten Johansson
- 1972: Anders Faager
- 1973: Thorsten Johansson
- 1974: Christer Garpenborg
- 1975: Christer Garpenborg
- 1976: Christer Garpenborg
- 1977: Christer Garpenborg
- 1978: Christer Garpenborg
- 1979: Christer Garpenborg

- 1980: Dan Orbe
- 1981: Christer Garpenborg
- 1982: Stefan Nilsson
- 1983: Stefan Nilsson
- 1984: Tommy Johansson
- 1985: Per-Ola Olsson
- 1986: Peter Eriksson
- 1987: Robert Nilsson
- 1988: Thomas Leandersson
- 1989: Marty Krulee (USA)

- 1990: Marty Krulee (USA)
- 1991: Marty Krulee (USA)
- 1992: Thomas Leandersson
- 1993: Peter Karlsson
- 1994: Peter Karlsson
- 1995: Matias Ghansah
- 1996: Peter Karlsson
- 1997: Torbjörn Mårtensson
- 1998: Patrik Lövgren
- 1999: Lenny Martinez

- 2000: Torbjörn Mårtensson
- 2001: Mikael Ahl
- 2002: Patrik Lövgren
- 2003: Johan Engberg
- 2004: Johan Wissman
- 2005: Per Strandquist
- 2006: Daniel Persson

## Ucraina
- 1992: Konstantin Gromadskiy
- 1993: Aleksandr Shlychkov
- 1994: Vladislav Dologodin
- 1995: Aleksey Chikhachov
- 1996: Sergey Osovich
- 1997: Vladislav Dologodin
- 1998: Anatoliy Dovgal
- 1999: Konstantin Rurak

- 2000: Konstantin Rurak
- 2001: Anatoliy Dovgal
- 2002: Konstantin Rurak
- 2003: Konstantin Rurak
- 2004: Anatoliy Dovgal
- 2005: Anatoliy Dovgal
- 2006: Anatoliy Dovgal

## Stati Uniti
- 1970: Ivory Crockett
- 1971: Delano Meriwether
- 1972: Robert Taylor
- 1973: Steve Williams
- 1974: Steve Williams
- 1975: Don Quarrie (JAM)
- 1976: Christer Garpenborg (SWE)
- 1977: Don Quarrie (JAM)
- 1978: Clancy Edwards
- 1979: James Sanford

- 1980: Stanley Floyd
- 1981: Carl Lewis
- 1982: Carl Lewis
- 1983: Carl Lewis
- 1984: Sam Graddy
- 1985: Kirk Baptiste
- 1986: Carl Lewis
- 1987: Mark Witherspoon
- 1988: Emmit King
- 1989: Leroy Burrell

- 1990: Carl Lewis
- 1991: Leroy Burrell
- 1992: Dennis Mitchell
- 1993: Andre Cason
- 1994: Dennis Mitchell
- 1995: Michael Marsh
- 1996: Dennis Mitchell
- 1997: Maurice Greene
- 1998: Tim Harden
- 1999: Brian Lewis

- 2000: Maurice Greene
- 2001: Bernard Williams
- 2002: Maurice Greene
- 2003: Bernard Williams
- 2004: Maurice Greene
- 2005: Justin Gatlin
- 2006: Tyson Gay[1]
- 2007: Tyson Gay
- 2008: Tyson Gay
- 2009: Michael Rodgers

- 2010: Walter Dix
- 2011: Walter Dix[2]